# Johan Joachim Anchersen
Johan Joachim Anchersen (3. november 1721 – 21. november 1785) var en dansk højesteretsassessor, søn af biskop Mathias Anchersen.
Anchersen blev student 1737, juridisk kandidat 1742, højesteretsadvokat 1747, justitsråd og assessor i Højesteret 1770, etatsråd 1773, konferensråd 1781. Han har udgivet enkelte mindre juridiske afhandlinger.